# Finkarby
Finkarby est une localité de Suède dans la commune de Nykvarn située dans le comté de Stockholm.
Sa population était de 203 habitants en 2019.